# Tamás Kenderesi
Tamás Kenderesi (Bonyhád, 13 de dezembro de 1996) é um nadador húngaro, medalhista olímpico.

## Carreira

### Rio 2016
Kenderesi competiu na natação nos Jogos Olímpicos de Verão de 2016, conquistando a medalha de bronze nos 200 metros borboleta.